# Acido shikimico 3-fosfato
L'acido shikimico 3-fosfato, noto anche nella forma anionica shikimato 3-fosfato, è un importante intermedio biochimico in piante e microrganismi, precursore dell'acido 5-enolpiruvilshikimico 3-fosfato.